# Stephan Steingräber
Stephan Steingräber (* 19. Juli 1951 in München) ist ein deutscher Etruskologe und Klassischer Archäologe.
Stephan Steingräber, Sohn des Kunsthistorikers Erich Steingräber, studierte Klassische Archäologie, Etruskologie, Alte Geschichte sowie Vor- und Frühgeschichte an den Universitäten München, Köln, Bonn und Rom. Er wurde 1977 an der Universität Köln bei Tobias Dohrn mit einer Arbeit zum Thema Etruskische Möbel promoviert. Von 1977 bis 1982 war er an der Fotothek der Abteilung Rom des Deutschen Archäologischen Instituts tätig, seit 1980 als deren Leiter. Von 1982 bis 1985 war er wissenschaftlicher Mitarbeiter an der Universität München, von 1986 bis 1993 an der Universität Mainz, wo er 1994 habilitiert wurde. Von 1994 bis 1998 war er ordentlicher Professor für die Archäologie des Mittelmeerraums an der Universität Tokio. Danach lehrte er an weiteren Universitäten in Italien, Japan, Dänemark und den USA. Von 2013 bis zu seinem Ruhestand lehrte er als Professor für Etruskologie und Italische Kulturen an der Università degli studi Roma Tre.
Steingräber ist Mitglied des Istituto Nazionale di Studi Etruschi ed Italici in Florenz (1983), der Accademia Etrusca in Cortona (1985) und korrespondierendes Mitglied des Deutschen Archäologischen Instituts (1995). Er hat zahlreiche Publikationen in sechs Sprachen veröffentlicht, in denen er sich vorrangig mit der Kultur, Kunst, Topografie und Archäologie der Etrusker, aber auch der Magna Graecia, beschäftigt.
Er lebt in Barbarano Romano nördlich von Rom, wo er von 2007 bis 2017 auch Direktor des örtlichen Museo Archeologico delle Necropoli rupestri war.

## Schriften (Auswahl)
- Etruskische Möbel (= Archaeologica Band 9). Giorgio Bretschneider, Rom 1979, ISBN 88-85007-29-5 (Dissertation).
- Etrurien. Städte, Heiligtümer, Nekropolen. Hirmer, München 1981, ISBN 3-7774-3330-6.
- (Hrsg.): Etruskische Wandmalerei. Belser, Stuttgart-Zürich 1985, ISBN 3-7630-1728-3.
- Arpi – Apulien – Makedonien. Studien zum unteritalischen Grabwesen in hellenistischer Zeit. von Zabern, Mainz 2000, ISBN 3-8053-2564-9 (Habilitationsschrift).
- mit Horst Blanck (Hrsg.): Volterra. Etruskisches und mittelalterliches Juwel im Herzen der Toskana (= Zaberns Bildbände zur Archäologie / Sonderheft der Antiken Welt). von Zabern, Mainz 2002, ISBN 3-8053-2540-1.
- Etruskische Wandmalereien. Von der geometrischen Periode bis zum Hellenismus. Schirmer Mosel, München 2006, ISBN 3-8296-0228-6.
  - englische Übersetzung: Abundance of Life: Etruscan Wall Painting. J. Paul Getty Museum, Los Angeles 2006, ISBN 978-0-89236-865-5 (Digitalisat).
  - italienische Übersetzung: Affreschi Etruschi. Dal Periodo Geometrico all'Ellenismo. Arsenale Editore, Venedig 2006, ISBN 88-7743-323-X.
- mit Giuseppe M. Della Fina (Hrsg.): Orvieto. von Zabern, Mainz 2010, ISBN 978-3-8053-4072-4.
- mit Friedhelm Prayon: Monumenti rupestri etrusco-romani tra i Monti Cimini e la valle del Tevere. Associazione Canino Info Onlus, Canino (VT) 2011, ISBN 978-88-904507-1-6.
- (Hrsg.): Tarquinia. Stadt und Umland von den Etruskern bis in die Neuzeit (= Zaberns Bildbände zur Archäologie / Sonderheft der Antiken Welt). von Zabern, Mainz 2012, ISBN 978-3-8053-4461-6.
- Antike Felsgräber unter besonderer Berücksichtigung der etruskischen Felsgräbernekropolen  (= Zaberns Bildbände zur Archäologie / Sonderheft der Antiken Welt). WBG Philipp von Zabern, Darmstadt 2015, ISBN 978-3-8053-4923-9.

Übersetzungen
- Massimo Pallottino: Italien vor der Römerzeit. C. H. Beck, München 1987, ISBN 3-406-32012-0.
- Massimo Pallottino: Etruskologie. Geschichte und Kultur der Etrusker. Birkhäuser, Basel 1988, ISBN 3-7643-1874-0.